# Bataille de Mahiwa
Première Guerre mondiale
La bataille de Mahiwa entre les forces allemandes et britanniques a lieu pendant la campagne d'Afrique de l'Est durant la Première Guerre mondiale, lorsque les troupes sud-africaines et nigérianes sous le commandement du lieutenant-général Jacob van Deventer engagent une force sous le commandement du général allemand Paul Emil von Lettow-Vorbeck, à Mahiwa au sud de l'Afrique orientale allemande.
Les Allemands infligent des pertes considérables à l'armée de van Deventer, la forçant à se retirer. Néanmoins, les Allemands perdent un pourcentage important de leurs forces et sont finalement contraints de se retirer de leurs positions pour poursuivre leur guerre de guérilla. La bataille a été qualifiée par les Britanniques comme le « jour le plus désastreux pour l'armée nigériane depuis la formation de la force » et de « bataille la plus sauvage de l'histoire du conflit africain - sans exclure Omdurman ou tout autre engagement de la guerre des Boers ».

## Contexte
Alors que la force de Kurt Wahle (en) à Nyangao est séparée du corps principal de Lettow-Vorbeck, les Britanniques élaborent un plan pour couper et encercler la colonne de Wahle en la battant avec une force de Nigérians. Ils envoient alors un grand nombre de soldats dans une attaque frontale pour anéantir les forces ennemies. 

## Bataille
Une force de trois bataillons de Nigérians est envoyée contre les troupes de Wahle et engage la bataille le 15 octobre. Von Lettow-Vorbeck envoie rapidement en renfort à Wahle quatre compagnies. La situation se retourne et les Nigérians sont bientôt menacés d’encerclement, ils subissent de lourdes pertes pour empêcher la manœuvre allemande. Parallèlement, une force plus importante est envoyée par les Britanniques pour attaquer les Allemands du côté opposé, mais elle rencontre une résistance acharnée, ne parvenant finalement à repousser les Allemands de Nyangao que le 16. Malgré les attaques des forces britanniques nouvellement arrivées, les Allemands tiennent bon sur leur nouvelle position et contre-attaquent les 17 et 18, forçant les Britanniques à se retirer.

## Conséquences
Les forces britanniques subissent de très lourdes pertes, avec plus de 2 700 victimes, et ont été contraintes de se retirer. Bien que von Lettow-Vorbeck ait infligé plus de pertes aux Britanniques, la bataille ne se déroule pas aussi bien qu'il l'avait espéré. Les pertes allemandes, de 500 à 600 hommes, représentent plus de trente pourcents de leurs forces engagées. Les approvisionnements allemands sont extrêmement limités et quatre jours de combats ont fait dépenser plus de 850 000 cartouches, soit la presque totalité des stocks de cartouches. Sans munition pour leurs armes, les forces allemandes sont réduites à utiliser de vieux Mauser de 1871 qui utilisent des cartouches à poudre noire. À court de ravitaillement et craignant un nouvel assaut, le général von Lettow-Vorbeck décide de se retirer d'Afrique orientale allemande et de lancer une invasion de l'Afrique orientale portugaise, où il espère reprendre des forces en capturant des approvisionnements de l'armée portugaise, mal préparée.